# Шуйская волость (Вологодская губерния)
Шуйская волость — административно-территориальная единица в составе Тотемского, Грязовецкого и Вологодского уездов Вологодской губернии, существовавшая в 1780—1929 годах.

## История
Шуйская волость была создана в 1780 году из Козланской, Кочковской и Шепухоцкой волостей Тотемского уезда. Село Шуйское стало волостным центром.
Постановлением ВЦИК от 11 февраля 1924 года при укрупнении волостей Вологодской губернии к Шуйской волости были присоединены территории упразднённых Авнегская и Новоникольской волостей, центром стало село Святогорье.
Постановлением ВЦИК от 7 августа 1924 года Грязовецкий уезд был ликвидирован, а все его волости перешли в подчинение Вологодскому уезду.
Постановлением ВЦИК от 15 июля 1929 года Шуйская волость была ликвидирована, её территория вошла в состав Шуйского района.